# Mario Killer
Mario Estanislao Killer Díez (Rosario, 15 agosto 1951) è un ex calciatore argentino, di ruolo difensore.

## Carriera

### Club
Nel 1971 gioca per il Rosario Central, con cui vince il campionato nel 1971 e nel 1973. Nel 1975 si trasferisce allo Sporting Gijón, con nel 1978 viene promosso in prima divisione spagnola; lo stesso avviene con il Betis nel 1979. Successivamente, tornò in Argentina, sponda Newell's Old Boys.

### Nazionale
Con la Nazionale argentina ha giocato sei partite tra il 1972 e il 1977. Debuttò il 25 ottobre 1972 contro il Perù.
Prese parte alla Copa América 1975.